# Hải chiến mũi St. Vincent (1780)
Hải chiến mũi St. Vincent  (tiếng Tây Ban Nha: Batalla del Cabo de San Vicente) là trận hải chiến diễn ra vào chiều muộn và đêm ngày 16 tháng 1 năm 1870 ngoài khơi bờ biển Bồ Đào Nha trong cuộc chiến tranh giành độc lập Hoa Kỳ. Một hạm đội Anh dưới sự chỉ huy của đô đốc George Rodney đã đánh bại một đội tàu chiến Tây Ban Nha dưới sự chỉ huy của đô đốc Juan de Lángara. Do trong kỷ nguyên tàu buồm, các trận hải chiến thường diễn ra vào ban ngày nên thời gian đặc biệt của trận chiến đã tạo ra cái tên khác: Hải chiến dưới Ánh Trăng. Và trận chiến này cũng là trận thắng lớn đầu tiên làm nên tên tuổi của Hải quân Hoàng gia Anh.
Hạm đội của Rodney đang trên đường tới tiếp viện cho Gibraltar. Khi tới phía nam Mũi St Vincent, Rodney đã bắt gặp hạm đội Tây Ban Nha. Thấy được kích thước hạm đội của quân  Anh, Langara cố gắng đưa hạm đội của mình chạy về phía Cádiz. Kết quả là một cuộc rượt đuổi từ chiều cho đên nửa đêm. Sáu tàu chiến Tây Ban Nha, bao gồm cả soái hạm Real Fénix đã bị quân Anh chiếm giữ. Hai tàu trong số này có kết cục không rõ ràng: phía Tây Ban Nha cho rằng thủy thủ đoàn đã chiếm lại tàu, trong khi Rodney báo cáo rằng cả hai đã mắc cạn và bị phá hủy; Trên thực tế, chỉ một trong hai chiến bị mắc cạn, Chiếc còn lại đã thành công thoát về Cádiz.
Sau trận đánh, Rodney tiếp tục tới tiếp tế cho quân đồn trú tại Gibraltar và Minorca trước khi dong buồm sang Tây Ấn. Lángara thì được thả sau khi cam kết không bao giờ chống lại người Anh nữa.

## Bối cảnh
Sau khi Cách mạng Mỹ bùng nổ, Tây Ban Nha đã cùng Pháp tuyên chiến với Anh vào năm 1779. Mục tiêu của Tây Ban Nha trong việc hỗ trợ quân đội Thuộc địa là thu hồi lại Gibraltar (vốn bị người Anh chiếm được từ năm 1704 trong cuộc chiến tranh kế vị Tây Ban Nha). Cuộc bao vây bắt đầu vào tháng 6 năm 1779 với việc quân Tây Ban Nha phong tỏa núi Gibraltar.. Tuy nhiên vòng vây ngoài biển Gibraltar lại vô cùng lỏng lẻo và người Anh sớm nhận ra rằng cố thể tiếp tế cho quân đồn trú tại đây bằng các tàu nhỏ. Tuy vậy, đến cuối năm 1779 thì tình hình ở Gibraltar đã trở nên vô cùng xấu khiến chỉ huy quân đồn trú, tướng George Eliott phải gửi lời kêu cứu tới London. Ngay lập tức người Anh đã tổ chức một đội tàu hùng hậu đến để giải nguy. Cuối tháng 12 năm 1779, một hạm đội lớn dưới quyền chỉ huy của đô đốc George Brydges Rodney khởi hành. Dù chính thức thì hạm đội này của Rodney phải tiến đến Tây Ấn, nhưng ông được bí mật ra lệnh đến tiếp tế cho Gibraltar và Minorca trước tiên. Ngày 4 tháng 1 năm 1780, hạm đội được tách ra, một phần tiếp tục tiến sang Tây Ấn, phần còn lại gồm 19 tàu chiến tuyến và các tàu tiếp tế dong buồm về phía eo biển Gibraltar .
Ngày 8 tháng 1, hạm đội của Rodney phát hiện và bắt sống một đội tàu tiếp tế cùng với vài tàu frigate và một tàu chiến tuyến của quân Tây Ban Nha. Các tàu chiến của người Anh đều là tàu bọc đồng và nhanh hơn hẳn các tàu của người Tây Ban Nha. Chính vì vậy mà chỉ bằng một của đấu pháo ngắn, hạm đội Tây Ban Nha đầu hàng. Rodney sau đó tách chiếc HMS America và tàu frigate HMS Pearl để đem hầu hết các tàu chiến lợi phẩm về Anh. Chiếc tàu chiến tuyến của quân Tây Ban Nha, Guipuzcoana, được đổi tên thành HMS Prince William theo tên hoàng tử William (khi đó đang học việc trong hạm đội) cùng với một vài tàu tiếp vận tiếp tục cùng người Anh tiến đến Gibraltar.
Vụ bắt giữ đã cảnh bảo lực lượng  Tây Ban Nha.  Ngay lập tức, đô đốc Juan de Lángara được lệnh đem 11 tàu chiến từ Gibraltar lên ngăn chặn Rodney. Đồng thời, hạm đội Đại Tây Duơng của đô đốc Luis de Córdova ở Cádiz cũng được lệnh hỗ trợ Lángara. Tuy nhiên, khi Córdova biết được quy mô của hạm đội Anh ông đã giữ tàu của mình lại Cádiz, bỏ mặc Lángara.  Ở phía đối diện, người Anh cũng chịu tổn thất khi vào ngày 12 tháng 1, chiếc HMS Dublin, vốn đã hư hại nhẹ vào ngày 3 tháng 1, hỏng nặng hơn và phải được HMS Shrewsbury hỗ trợ quay về Lisbon. Cuối cùng vào lúc 1 giờ chiều ngày 16 tháng 1, hạm đội của Rodney và Lángara đã phát hiện ra nhau ở phía nam mũi St. Vincent, đông nam Bồ Đào Nha. Thời tiết hôm đó khá xấu khi trời u ám, biển động và thỉnh thoảng nổi giông.

### Lực lượng tham chiến
Thực tế, không có tài liệu chính xác về các tàu chiến trong trận đánh tại thời điểm đó. Học giả Scotland, Robert Beatson là người liệt kê, ghi chép và chú thích chi tiết lại thành phần hạm đội Anh từ khi khởi hành, những tàu nào tách ra đi Tây Ấn, cũng như những tàu đem chiến lợi phẩm chiếm được vào ngày 8 tháng 1 về Anh. Tuy nhiên, hai chiếc Dublin và Shrewsbury chỉ được xác định sau này nhờ các công văn do David Syrett in lại. Các tàu frigate cũng không được Beatson thống kê đầy đủ, tất cả chúng đều được thống kê sau này.
| Tên                 | Phân hạng       | Số lượng pháo |
| ------------------- | --------------- | ------------- |
| Sandwich (soái hạm) | Hạng hai        | 90            |
| Royal George        | Hạng nhất       | 100           |
| Prince George       | Hạng hai        | 90            |
| Ajax                | Hạng ba         | 74            |
| Alcide              | Hạng ba         | 74            |
| Bedford             | Hạng ba         | 74            |
| Culloden            | Hạng ba         | 74            |
| Cumberland          | Hạng ba         | 74            |
| Defence             | Hạng ba         | 74            |
| Edgar               | Hạng ba         | 74            |
| Invincible          | Hạng ba         | 74            |
| Marlborough         | Hạng ba         | 74            |
| Monarch             | Hạng ba         | 74            |
| Montagu             | Hạng ba         | 74            |
| Resolution          | Hạng ba         | 74            |
| Terrible            | Hạng ba         | 74            |
| Bienfaisant         | Hạng ba         | 64            |
| Prince William      | Hạng ba         | 64            |
| Apollo              | Frigate         | 32            |
| Convert             | Frigate         | 32            |
| Triton              | Frigate         | 28            |
| Pegasus             | Frigate         | 24            |
| Porcupine           | Không phân hạng | 24            |
| Hyaena              | Không phân hạng | 24            |

Do khác biệt về cách phân hạng tàu nên có sự khác biệt về số lượng pháo trên các tàu Tây Ban Nha từ nguồn của hai bên. Beatson ghi rằng hầu hết các tàu chiến tuyến của Tây Ban Nha có 70 pháo, Real Fénix có 80 pháo, và San Julián có 64 pháo. Phía Tây Ban Nha xác nhận điều này là đúng trừ việc San Julián có 70 pháo.
Phần còn lại của hạm đội Tây ban Nha là hai tàu frigate. Chiếc đầu tiên, Santa Rosalia 26 pháo. Chiếc còn lại khác nhau tùy theo các nguồn của Anh, Beatson cho rằng đó là Santa Gertrudis 26 pháo. Tuy nhiên, nguồn Tây Ban Nha của Cesáreo Fernández Duro ghi rằng đó là chiếc Santa Cecilia 34 pháo.
| Tên                   | Kiểu tàu        | Số lượng pháo |
| --------------------- | --------------- | ------------- |
| Real Fénix (soái hạm) | Tàu chiến tuyến | 80            |
| Princesa              | Tàu chiến tuyến | 70            |
| Diligente             | Tàu chiến tuyến | 70            |
| Monarca               | Tàu chiến tuyến | 70            |
| Santo Domingo         | Tàu chiến tuyến | 70            |
| San Agustín           | Tàu chiến tuyến | 70            |
| San Lorenzo           | Tàu chiến tuyến | 70            |
| San Julián            | Tàu chiến tuyến | 70            |
| San Eugenio           | Tàu chiến tuyến | 70            |
| San Genaro            | Tàu chiến tuyến | 70            |
| San Justo             | Tàu chiến tuyến | 70            |
| Santa Cecilia         | Frigate         | 34            |
| Santa Rosalia         | Frigate         | 26            |

## Diễn biến

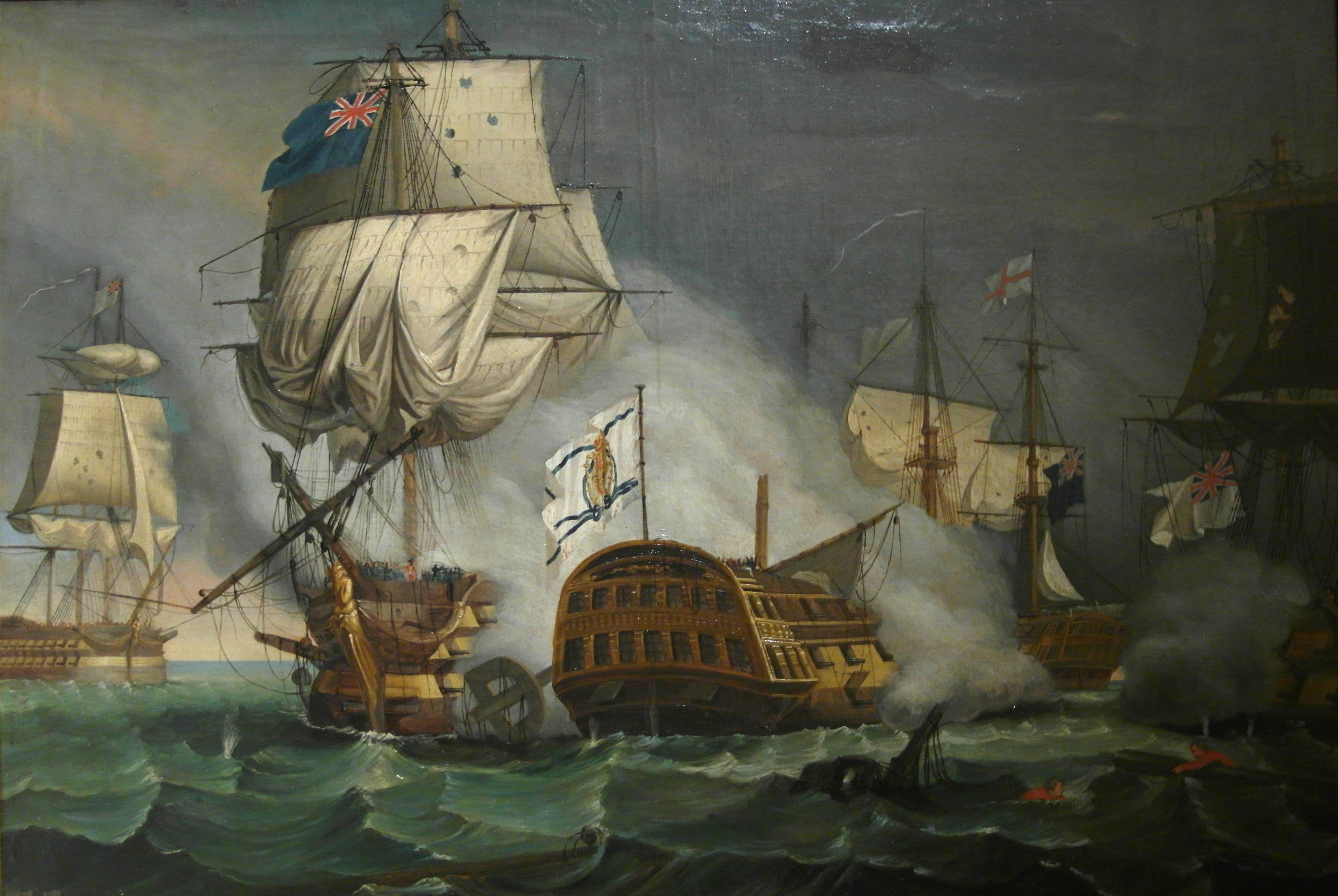
La Battalla de Cabo de San Vincente, không rõ tác giả.

Khi hạm đội Anh phát hiện ra đối phuơng, Walter Young, thuyền trưởng của chiếc Sandwich đã ngay lập tức đề nghị Rodney tấn công trực diện. Tuy nhiên, Rodney khi đó đang bị ốm đã đưa ra quyết định thận trọng: dàn ngang đội tàu của mình để nghênh chiến với các tàu Tây Ban Nha. Phía đối diện, Lángara cũng chuẩn bị sẵn sàng đánh trả. Dù vậy, khi biết được lực luọng của mình bị áp đảo về số lượng, toàn bộ hạm đội Tây Ban Nha được lệnh rút về Cádiz.
Khoảng 2 giờ chiều, Rodney nhận thấy lực lượng Tây Ban Nha không phải là đội tiên phong của một hạm đội lớn hơn nên đã hạ lệnh truy đuổi gấp. Các tàu chiến Anh được lệnh chạy hết tốc lực, tấn công các tàu Tây Ban Nha từ phía sau hoặc từ phía khuất gió để ngăn cản nỗ lực bỏ chạy của chúng, đồng thời cũng giảm thiểu nguy cơ bị bắn trả. Do tất cả các tàu chiến của Hải quân Hoàng Gia thời đó đều được bọc đồng (nhằm làm giảm sức cản và ngăn chặn sinh vật biển bám vào) nên hạm đội Anh có tốc độ vượt trội so với đội tàu Tây Ban Nha.
Khoảng 4 giờ chiều, các tàu chiến Anh đã đuổi kịp và bắt đầu tấn công đối phương. Santo Domingo, chiếc tàu đi sau cùng của hạm đội Tây Ban Nha ngay lập tức bị chiếc Edgar, Marlborough và chiếc Ajax tấn công dữ dội trước khi phát nổ vào 4 rưỡi chiều với duy nhất 1 thủy thủ còn sống. Sau đó, Marlborough và Ajax bỏ qua chiếc tàu còn lại của hậu quân Tây Ban Nha là chiếc Princessa để tiếp tục truy đuổi đối phương. Princessa sau đó đấu pháo với HMS Bedford trước khi đầu hàng vào khoảng 5 rưỡi.
6 giờ chiều, trời bắt đầu tối dần, các chỉ huy Anh trên chiếc soái hạm HMS Sandwich đã họp để quyết định xem có nên tiếp tục trận đánh hay không. Và mệnh lệnh được đưa ra là: tiếp tục truy đuổi. Điều này tạo nên cái tên Hải chiến dưới Ánh Trăng của trận đánh do thời đó các trận hải chiến thường kết thúc trước hoàng hôn.

The Moonlight Battle off Cape St. Vincent, 16 January 1780, vẽ bởi Richard Paton.

7 rưỡi tối, HMS Defense tiếp cận soái hạm của Tây Ban Nha, chiếc Real Fénix, và chúng bắt đầu nã pháo vào nhau. Defense sau đó được Montagu và Prince George hỗ trợ. Bản thân đô đốc Lángara cũng đã bị thương trong trận đánh. Real Fénix sau đó đầu hàng HMS Bienfaisant lúc 8 giờ tối, sau khi con tàu này đến được trận địa và bắn gãy cột buồm chính của nó. Thuyền trưởng HMS Bienfaisant, John MacBride sau đó thông báo rằng toàn bộ thủy thủ của Fénix đều được ân xá do trên chiếc Bienfaisant đang có dịch đậu mùa và ông không còn đủ thuỷ thủ để tiếp quản con tàu. 9 giờ 15 phút tối, Montagu  tấn công Diligente và ngay lập tức bắn hạ cột buồm chính của đối thủ. 11 giờ đêm, San Eugenio hạ cờ chiến đầu hàng HMS Cumberland sau khi toàn bộ cột buồm bị đánh đổ. San Julián là con tàu tiếp theo đầu hàng Culloden và Prince George lúc 1 giờ sáng. Chiếc Monarca sau khi bắn gãy được cột buồm của HMS Alcide đã cố gắng bỏ trốn nhưng gặp phải HMS Apollo nên buộc vừa phải chống trả vừa bỏ trốn. Con tàu này ngưng chống cự và hạ cờ chiến (hành động báo hiệu việc chịu thua) khi gặp soái hạm của Anh lúc 2 giờ sáng. Dù vậy, Monarca vẫn bị Sandwich bắn một loạt đạn. Đây là con tàu thứ năm và cũng là con tàu cuối cùng đầu hàng trong trận đánh. Toàn bộ phần còn lại của hạm đội Tây Ban Nha gồm 4 tàu chiến tuyến và 2 khinh hạm tẩu thoát thành công. Tuy nhiên, báo cáo Lángara lại nói rằng San Justo và San Genaro đã không tham gia trận đánh dù nó là một phần hạm đội của ông. Theo một số nguồn, hai con tàu này đã được phái đi do thám việc có tàu lạ xuất hiện trước trận đánh. Báo cáo của Rodney thì cho rằng San Justo bị hư hại nhẹ còn San Genaro không bị hư hại và vả hai con tàu đều tẩu thoát.

## Kết quả

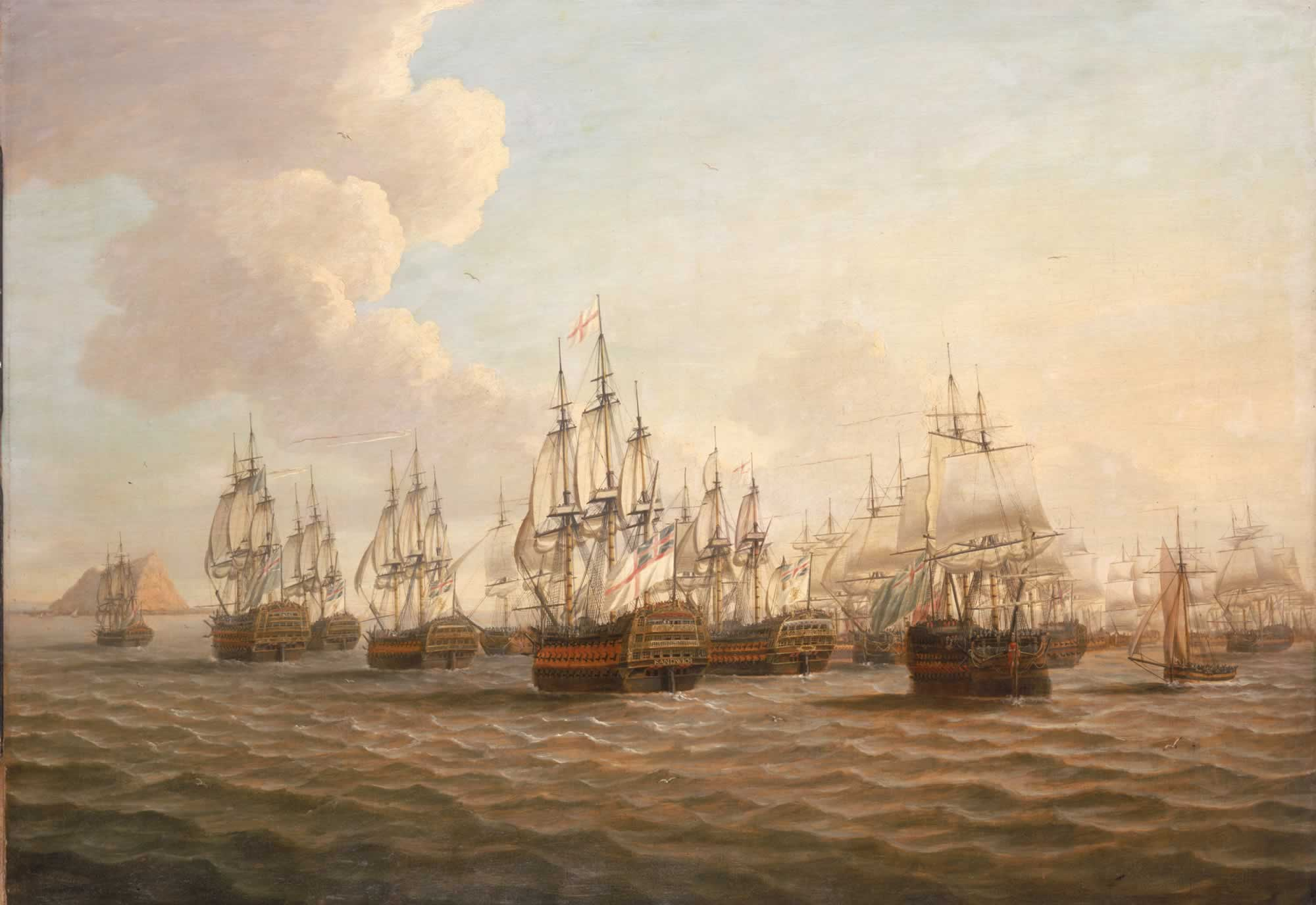
Rodney's Fleet Taking in Prizes After the Moonlight Battle, 16 January 1780, vẽ bởi Dominic Serres.

Đến sáng, gió biển đẩy cả hạm đội Anh và các tàu chiến lợi phẩm về phía bờ. Rodney cho rằng chiếc San Julián bị hỏng quá nặng nên đã thả trôi nó vào bờ . Thủy thủ Tây Ban Nha của chiếc San Eugenio đã chiếm lại được tàu và chạy về Cádiz; San Eugenio sau đó được sửa chữa và tiếp tục tham chiến trước khi bị phá hủy vào năm 1804. Một nguồn Tây Ban Nha cho rằng thủy thủ Anh trên tàu San Eugenio và San Julián đã yêu cầu thủy thủ đoàn giúp đỡ để hướng tàu ra khơi nhưng khi nắm quyền kiểm soát con tàu, viên thuyền trưởng Tây Ban Nha đã chiếm lấy con tàu, bắt giam người Anh và đào thoát về Cádiz.
Thương vong của người Anh được báo cáo là 32 chết và 102 bị thương. Các tàu tiếp tế Anh cập bến Gibraltar vào ngày 19 tháng 1, buộc hạm đội phong tỏa của Tây Ban Nha rút về Algeciras. Rodney đến muộn hơn vài ngày do ông dừng lại ở Tangier để trao trả thuơng binh Tây Ban Nha và cả đô đốc Lángara. Việc Gibraltar được tiếp tế thực phẩm sau 6 tháng kết hợp cùng sự xuất hiện của Hoàng tử William Henry đã giúp quân đồn trú phấn chấn hơn rất nhiều.
Hạm đội Anh sau đó tiến đến tiếp tế cho Minorca vào tháng 2. Sau đó, Rodney chia một phần hạm đội của mình quay lại eo biển Anh rồi dong buồm đến Tây Ấn. Hạm đội này đã tóm được một tàu chiến và ba tàu tiếp tế của Pháp đang trên hành trình đến Đông Ấn. Gibraltar sau đó được tiếp tế thêm hai lần nữa và vẫn đứng vững cho đến khi chiến tranh kết thúc vào năm 1783.
Đô đốc Lángara và các sĩ quan Tây Ban Nha khác sau cùng đều được ân xá. Lángara được thăng lên trung tướng và giữ chức Bộ trưởng Bộ Hải Quân vào thời Cách mạng Pháp. Trong khi đó, đô đốc Rodney được ca ngợi bởi chiến thắng vang dội này là chiến thắng đầu tiên của Hải quân Hoàng Gia trước các cường quốc châu Âu. Ông tiếp tục thể hiện mình trong phần còn lại của cuộc chiến, và tiếp tục giành chiến thắng trong trận Dominica vào năm 1782. Các báo cáo về công dụng của vỏ bọc đồng của Rodney đã thúc đẩy bộ Hải Quân áp dụng điều này một cách rộng rãi lên các tàu ciến của họ.